# Янгазиев, Рашид Сайфудинович
Рашид Сайфудинович Янгазиев (22 октября 1999, с. Кунбатар, Ногайский район, Дагестан, Россия) — российский боксёр, призёр чемпионата России. Мастер спорта России.

## Спортивная карьера
Является уроженцем села Кунбатар Ногайского района Дагестана. По национальности — ногаец. Заниматься боксом он начал в сентябре 2006 года в небольшом зале в селе Терекли-Мектеб, в 2010 году начал тренироваться в хасавюртовской школе бокса «Спартак», после чего в 2016 году перебрался в Ханты-Мансийский автономный округ-Югра. В апреле 2015 года в г. Оренбурге одержал победу на Первенстве России среди юношей 1999-2000 г.р.. В сентябре 2015 года принимал участие на Первенстве мира среди юниоров до 17 лет в Санкт-Петербурге. В декабре 2019 года в Нальчике на первенстве России среди юниоров 19-22 лет стал бронзовым призёром. 10 декабря в Екатеринбурге в Академии единоборств РМК на Вечер бокса под эгидой RCC Boxing Promotions успешно дебютировал в профессиональном боксе, одолев Усмонали Абдуллоева из Таджикистана в полулегком весе. В октябре 2022 года в полуфинале чемпионата России в Чите уступил Илье Попову, и стал бронзовым призёром. 

## Достижения
- Первенство России по боксу среди юношей 15-16 лет 2016 — ;
- Первенство России по боксу среди юниоров 19-22 лет 2019 — ;
- Кубок России по боксу 2021 — ;
- Чемпионат России по боксу 2022 — ;